# Glatttal-Viadukt
Das Glatttal-Viadukt ist eine eingleisige, steinerne Eisenbahnbrücke bei Herisau über das Glatttal im Schweizer Kanton Appenzell Ausserrhoden.

## Beschreibung
Das Viadukt ist Teil der Eisenbahnlinie der Schweizerischen Südostbahn bzw. der früheren Bodensee-Toggenburg-Bahn. Der zugehörige Streckenabschnitt von St. Gallen nach Wattwil wurde 1910 eröffnet. Die gesamte Strecke ist aufgrund der topographischen Verhältnisse im Voralpenraum durch zahlreiche Kunstbauten gekennzeichnet, besonders markant ist das 98 Meter hohe Sitterviadukt. Das Glatttal-Viadukt quert die nach Norden fliessende Glatt, die bei Oberbüren in die Thur mündet. Die Brücke befindet sich im Stadtgebiet von Herisau und ist von Wohn- und Gewerbebebauungen umgeben. Der Bahnhof ist nur wenige hundert Meter in östlicher Richtung entfernt. Seit 1931 ist die Strecke elektrifiziert.
Die Bogenbrücke besteht aus gemauerten Natursteinen. Das 296 Meter lange Viadukt hat 14 Öffnungen, wobei die fünf mittleren Öffnungen 25 Meter weit sind und die vier bzw. fünf Bogen an den beiden Hangkanten eine Spannweite von 15 Metern haben. Eine ähnliche Bauweise sieht man bei dem nur wenige Kilometer entfernten Weissenbach-Viadukt.
Im Laufe der Zeit hat eindringendes Wasser und Eisbildung zu Schäden am Mauerwerk geführt. Im Jahr 2012 wurde die Brücke zusammen mit weiteren Kunstbauten auf der Strecke im Rahmen einer Vollsperrung umfassend saniert. Unter anderem wurde der Schottertrog gemäss dem heutigen Stand der Technik abgedichtet.